# Dreimonats-Libor
Der Dreimonats-Libor ist der täglich festgelegte Referenzzinssatz für ein über drei Monate laufendes Geldmarkt-Geschäft. Im Allgemeinen wird der Libor für unterschiedliche Währungen und Laufzeiten fixiert. Beispielsweise verwendet die Schweizerische Nationalbank (SNB) einen Dreimonats-Libor für  Schweizer Franken als Referenzzinssatz und legt zur Steuerung ihrer Geldpolitik für diesen ein Zielband fest.